# Национальная школа гражданской авиации
Национальная школа гражданской авиации (фр. École nationale de l'aviation civile) — французская высшая школа подготовки авиационных инженеров. Существует с 1949 года. Расположена в Тулузе.
С 1 января 2011 года является крупнейшим европейским авиационным училищем. Включена во France AEROTECH.

## Выпускники
- Джеббари, Жан-Батист (2005), французский политик